# American Ambulance
Pour les articles homonymes, voir Ambulance (homonymie).
L' American Ambulance ou en français Ambulance Américaine, est une association américaine de médecins bénévoles américains.
Formée au XIXe siècle, elle est surtout connu pour ses interventions dès le début de la Première Guerre mondiale avant l'entrée des États-Unis dans le conflit. 

## Histoire
L' American Ambulance est présente à Paris dès la guerre de 1870. Membre du comité international de la Croix-Rouge, Thomas W. Evans l'organise et la finance lors du Siège de Paris.
En 1915, des équipes de chirurgiens américains et leur personnel décident de gagner la France pour apporter leur aide aux services de soins. 
Le service des chirurgiens de l'Ambulance Américaine à Paris ainsi que d'autres établissements hospitaliers plus petits installés dans les campagnes françaises, souvent proches des lignes de front, permet l'intégration efficace de la médecine civile américaine dans la structure militaire de la Première Guerre mondiale. Sous la direction de George Washington Crile et Harvey Cushing, cette première présence chirurgicale américaine en France pendant la Guerre a été primordiale dans les avancées procédurales de la médecine militaire moderne.